# Sisena circumscripció dels Pirineus Atlàntics
La sisena circumscripció dels Pirineus Atlàntics és una de les 6 circumscripcions electorals per a l'Assemblea Nacional francesa del departament dels Pirineus Atlàntics situat a la regió de la Nova Aquitània.

## Composició
Està compon pels següents cantons:
- cantó de Biàrritz-Est
- cantó de Biàrritz-Oest
- cantó de Donibane Lohizune
- cantó d'Ezpeleta
- cantó d'Hendaia
- cantó d'Uztaritze

## Diputats elegits
| Període                                  | Identitat            | Partit |
| ---------------------------------------- | -------------------- | ------ |
| 2002-2007                                | Michèle Alliot-Marie | UMP    |
| 2007-                                    | Michèle Alliot-Marie | UMP    |
| les dades anteriors no són pas conegudes |                      |        |
|                                          |                      |        |